# Barbus oligogrammus
Barbus oligogrammus és una espècie de peix cipriniforme de la família dels ciprínids.

## Morfologia
Els mascles poden assolir els 8,2 cm de longitud total.

## Distribució geogràfica
Es troba a Àfrica: afluents de la conca oriental del llac Tanganyika.